# Jean-Pierre Luminet
Jean-Pierre Luminet (Cavaillon, 3 giugno 1951) è un astrofisico, scrittore, poeta e conferenziere francese esperto di fama mondiale di buchi neri e di cosmologia.
È direttore di ricerca presso il CNRS, membro del Laboratoire Univers et Théories (LUTH) e dell'observatoire de Paris-Meudon.
Nel 2007 ha vinto il Prix européen de la communication scientifique. 
Ha partecipato all'edizione 2009 del festival della Scienza all'Auditorium di Roma con un incontro sul destino dell'universo con Fulvio Melia.
È autore di varie biografie dedicate a grandi scienziati e matematici, tra le quali Le bâton d'Euclide, Le secret de Copernic, La discorde céleste e L'oeil de Galilée. 
Gli è stato dedicato l'asteroide 5523 Luminet.
Nel novembre 2021 ha ricevuto il Premio Kalinga dell'UNESCO per la divulgazione scientifica.

## Opere
In Italia sono state pubblicate alcune sue opere, tra cui:
- I buchi neri, Marco Nardi Editore, 1992.
- La segreta geometria del cosmo, Raffaello Cortina Editore, 2004.
- Finito o infinito? Limiti ed enigmi dell'universo, Raffaello Cortina, 2006.
- L'invenzione del big bang. Storia dell'origine dell'universo, Dedalo editore, 2006.
- La parrucca di Newton, La Lepre edizioni, 2011.
- L'occhio di Galileo, La Lepre edizioni, 2012.
- Il bastone di Euclide, La Lepre Edizioni, 2013.